# Guaranda (canton)
Guaranda est un canton d'Équateur situé dans la province de Bolívar.